# Groupement III/1 de Gendarmerie mobile
Le groupement III/1 de Gendarmerie mobile était subordonné à la région de Gendarmerie d'Île-de-France (RGIF). Son état-major était implanté à Aubervilliers (Seine-Saint-Denis). 
À sa dissolution en 2012, ses 4 escadrons de gendarmerie mobile ont été rattachés au Groupement II/1 de Gendarmerie mobile nouvellement installé à Maisons-Alfort.

## Organisation
- Quartier Huguel à Aubervilliers (Seine-Saint-Denis)
  - EGM 32/1 transféré au groupement II/1 en tant qu'EGM 23/1.
  - EGM 33/1 transféré au groupement II/1 en tant qu'EGM 29/1.
- Quartier Pichard à Drancy (Seine-Saint-Denis)
  - EGM 34/1 transféré au groupement II/1 en tant qu'EGM 27/1.
  - EGM 35/1 transféré au groupement II/1 en tant qu'EGM 28/1.

### Dissolution
- EGM 31/1 à Aubervilliers dissous en septembre 2011[2].
- EGM 36/1 à Saint-Denis dissous en 1998.

## Appellations
- 3e Groupement de Gendarmerie Mobile (1967-1991)
- Groupement III/1 de Gendarmerie Mobile (1991-2012)

## Missions
- Maintien et rétablissement de l'ordre sur le territoire métropolitain et outre-mer.
- Opérations extérieures (Liban, Côte d'Ivoire, Kosovo...)
- Renforts à la gendarmerie départementale.
- Missions de sécurité et de soutien au profit des organismes centraux de la gendarmerie ou de certains organismes nationaux.

## Chefs de corps
- colonel POMMIER (1965-1968)
- colonel LABREGERE (1968-1973)
- colonel PINAUD (1973-1975)
- colonel JACOTEZ (1975-1979)
- lieutenant-colonel DESPAUX (1979-1980)
- colonel DESERT-LACAY (1981-1983)
- lieutenant-colonel BERNIER (1983-1986)
- lieutenant-colonel PICARD (1986-1989)
- lieutenant-colonel MONTCHANIN (1989-1991)
- lieutenant-colonel GABBARDO (1992-1993)
- lieutenant-colonel RIEUNIER (1993-1995)
- lieutenant-colonel CARBONNE (1995-1998)
- lieutenant-colonel FAUGERAS (1998-2000)
- lieutenant-colonel DAGES (2000-2003)
- lieutenant-colonel RION (2003-2007)
- lieutenant-colonel PHALIPPOU (2007-2011)
- lieutenant-colonel VANKERREBROUCK (2011-2012)